# Wolfgang Porsche

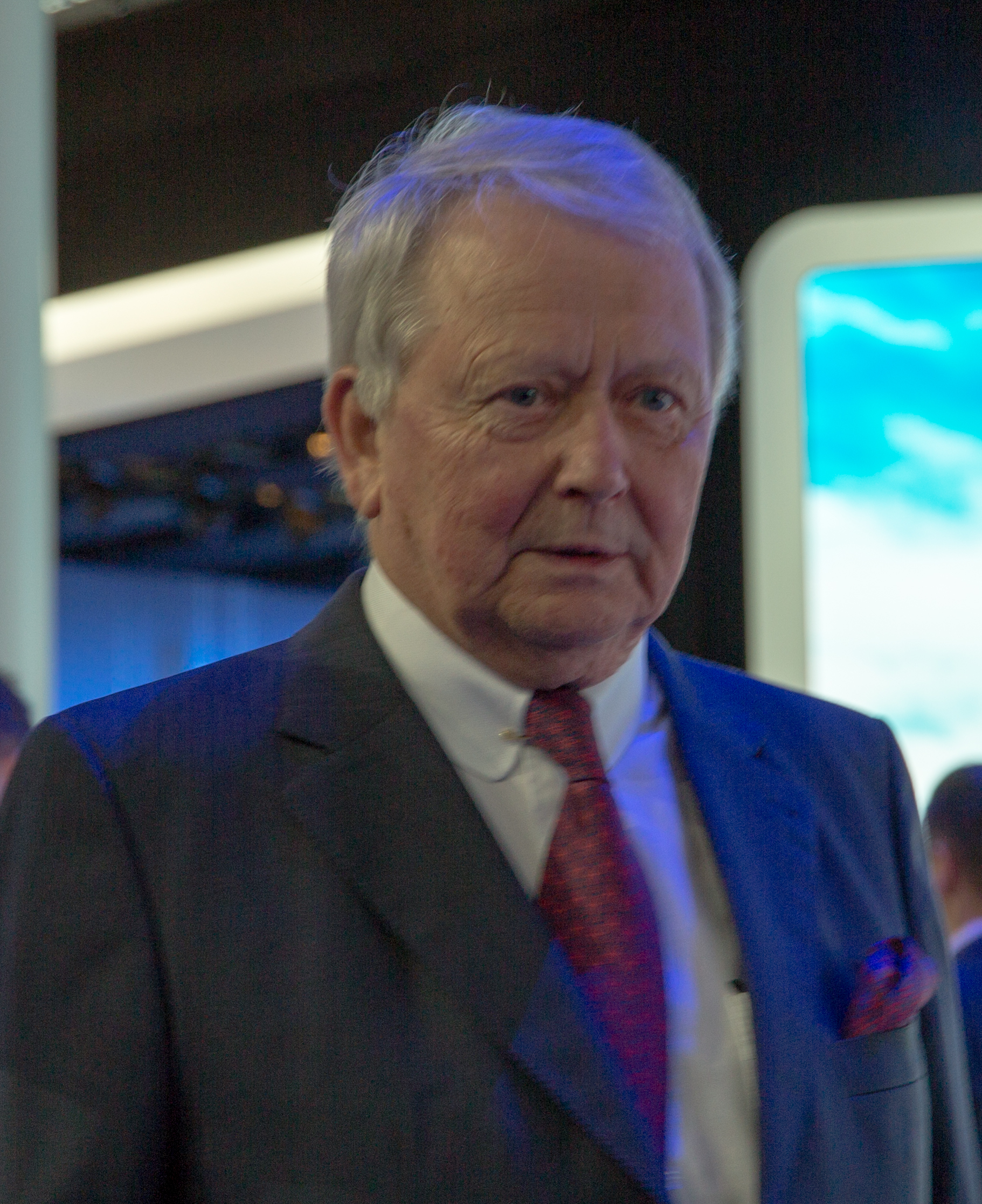
Wolfgang Porsche (2017)

Wolfgang Porsche (* 10. Mai 1943 in Stuttgart) ist ein deutsch-österreichischer Manager. Er ist seit 2007 Aufsichtsratsvorsitzender der Porsche AG und der Porsche Automobil Holding SE sowie Aufsichtsratsmitglied der Volkswagen AG und der Audi AG. Zudem übt er Funktionen in Kultur und Wissenschaft aus und ist Honorarkonsul von Norwegen.

## Leben
Wolfgang Porsche ist der jüngste Sohn von Dorothea und Ferry Porsche, Enkel von Ferdinand Porsche und Cousin von Ferdinand Piëch, dem ehemaligen Vorstandsvorsitzenden und Aufsichtsratsvorsitzenden der Volkswagen AG.
Aufgewachsen ist er ab 1944 im österreichischen Zell am See. 1950 ging er mit seinen Eltern zurück nach Stuttgart, wo er die Waldorfschule besuchte. Mit dem Abitur 1965 an der Odenwaldschule in Heppenheim legte Porsche gleichzeitig auch die Gesellenprüfung als Schlosser ab.
Es folgte ein Studium der Handelswissenschaften an der Hochschule für Welthandel in Wien mit dem Abschluss Diplom-Kaufmann. Im Jahr 1973 wurde Porsche mit einer Arbeit über die Typologie der betriebswirtschaftlichen Konzentrationserscheinungen zum Doktor der Handelswissenschaften promoviert.
Porsche war dreimal verheiratet und hat vier Kinder. Aus seiner ersten Ehe (1970–1987) mit Karin Händler stammen ein Sohn (* 1974) und eine Tochter (* 1978), aus seiner zweiten Ehe (1988–2008) mit Susanne Bresser zwei Söhne (* 1993, * 1996). Seit 2019 war er mit Claudia Porsche, ehemalige Staatsrätin und Professorin für Zivil- und Strafrecht, verheiratet, mit der er seit 2007 öffentlich auftrat. 2023 reichte er die Scheidungsklage ein. Seit 2022 ist er mit Gabriele Prinzessin zu Leiningen liiert.

## Wirken
Porsche gründete 1973 Jamoto, den Generalimporteur für Yamaha-Motorräder in Österreich, 1991 wurde der Vertrieb auf Ungarn ausgeweitet, 1992 wurde Jamoto in Yamaha Motor Austria, ein Joint Venture mit Yamaha Motor Europe N.V. umgewandelt, gleiches geschah 1993 mit Jamoto Ungarn. Aus Unzufriedenheit mit Yamaha verkaufte er im Jahr 2000 seine gesamten Anteile an beiden Joint Ventures an Yamaha Motor Europe N.V. Ab 1976 arbeitete er fünf Jahre als Manager bei Daimler-Benz im Vertrieb und in der Beteiligungsverwaltung. 1978 wurde er in den Aufsichtsrat der Porsche AG berufen, dessen Vorsitz er im Januar 2007 übernahm. Zudem fungierte er von 1988 bis 2011 als Geschäftsführender Gesellschafter der Porsche Holding GmbH, Salzburg.
Nach dem Tod seines Vaters Ferry Porsche im Jahr 1998 wählte ihn die Porsche-Familie zu ihrem Sprecher. Wolfgang Porsche sieht seine wesentliche Aufgabe darin, das Unternehmen, das sein Vater Ferry und sein Großvater Ferdinand Porsche aufgebaut haben, zusammen mit den Mitgliedern der Familien Porsche und Piëch in deren Sinne fortzuführen. Als Aufsichtsrat hat er die Entwicklung der Porsche AG und seit 2007 auch der Porsche Automobil Holding SE, die mit 53,1 Prozent der Stimmrechte der größte Aktionär der Volkswagen AG ist, maßgeblich mitgestaltet und mitgeprägt.
Seit 2004 ist Wolfgang Porsche Inhaber des mehr als 600 Jahre alten Schüttgutes in Zell am See, das seit 1941 als Stammsitz der Familie dient. Der alpenländische Bio-Bauernhof hat heute rund 200 Rinder und erhält EU-Agrarsubventionen.
2013 wurde er in den siebenköpfigen Rat der Universität Salzburg gewählt.
Porsche ist seit vielen Jahren Honorarkonsul des Königreichs Norwegen im österreichischen Bundesland Salzburg.
Porsche ist Kuratoriumsmitglied des Deutschen Museums und der Hypo-Kulturstiftung sowie in weiteren kulturellen und sozialen Bereichen engagiert, etwa als Mitsponsor des Burgtheaters und der Spanischen Hofreitschule in Wien.

## Veröffentlichungen
Über Schutzheilige, Rennsiege und andere Legenden, in: Motorsporthelden. Die große Zeit des Rennsports, hg. von Philipp Fürst zu Hohenlohe-Langenburg, Molino Verlag, Schwäbisch Hall und Sindelfingen 2020, Gastbeitrag S. 53–60.

## Auszeichnungen
- 1998: Goldenes Ehrenzeichen des Landes Salzburg[22]
- 2005: Großes Goldenes Ehrenzeichen für Verdienste um die Republik Österreich[3]
- 2005: Ritter 1. Klasse des norwegischen Verdienstordens[23]
- 2008: Staufermedaille in Gold für Verdienste um das Bundesland Baden-Württemberg[24]
- 2012: Ehrensenator der Universität Salzburg[25]
- 2013: Ehrenbürger von Zell am See[26]
- 2018: Großes Ehrenzeichen des Landes Salzburg[27]